# La Chaille
La Chaille är en kulle i Schweiz. Den ligger i kantonen Neuchâtel, i den västra delen av landet, 50 km väster om huvudstaden Bern. Toppen på La Chaille är 1 451 meter över havet.